# Shinzo Abe
Shinzo Abe (安倍 晋三 Abe Shinzō; født 21. september 1954 i Tokyo, død 8. juli 2022 i Kashihara) var en japansk politiker, der var tidligere formand for Liberale Demokratiske Parti (LDP) og som i to perioder fungerede som Japans premierminister (2006-07 og 2012-20). Han trådte tilbage som formand for LDP og som premierminister i 2020 grundet helbredsproblemer. Han var den længst siddende japanske premierminister.
Abe var født ind i en politisk familie og studerede statskundsskab i Japan og USA. Han arbejdede i den private sektor indtil 1982, hvor han begyndte at arbejde i staten.
Han blev den 8. juli 2022 dræbt af skud i et attentat under en tale i Nara i det vestlige Japan. Han overlevede umiddelbart attentatet, men døde efterfølgende af sine kvæstelser.

## Politisk karriere
Han gik ind i politik i 1993, da han vandt et valg i Yamaguchi-præfekturet. 20. september 2006 blev han valgt som formand for det regerende LDP. 26. september 2006 blev han efterfølgende valgt af Japans parlament Diet som landets 57. premierminister og leder af den 90. regering. Med sine 52 år var han den hidtil yngste på posten og den første, der er født efter 2. verdenskrig.
Nøjagtig et år efter, 26. september 2007 førte dårlige meningsmålinger og ditto helbred til, at Abe trak sig som premierminister til fordel for partifællen Yasuo Fukuda. Ved valget til underhuset i Diet 16. december 2012 sejrede LDP imidlertid stort over det da regerende Demokratiske Parti og dets leder, premierminister Yoshihiko Noda, og ti dage efter overtog Abe posten som premierminister fra Noda, nu som leder af den 96. regering.
På trods af jordskredssejren ved valget i december 2012 valgte Abe at udskrive valg i utide til afholdelse den 14. december 2014. Ved valget opnåede Abes parti en mindre fremgang, der skaffede partiet majoritet i det japanske parlament, og Abe kunne herefter fortsætte som premierminister for endnu en periode. I august 2020 meddelte Abe imidlertid, at han atter måtte træde tilbage grundet svigtende helbred, og den 16. september 2020 blev posten som premierminister overtaget af Yoshihide Suga.